# Welyka Biloserka
Welyka Biloserka (ukrainisch Велика Білозерка; russisch Великая Белозёрка Welikaja Belosjorka) ist ein Dorf in der ukrainischen Oblast Saporischschja mit etwa 3500 Einwohnern und war bis Juli 2020 administrative Zentrum des gleichnamigen Rajons Welyka Biloserka. Seitdem gehört das Gebiet zum neuen Rajon Wassyliwka.

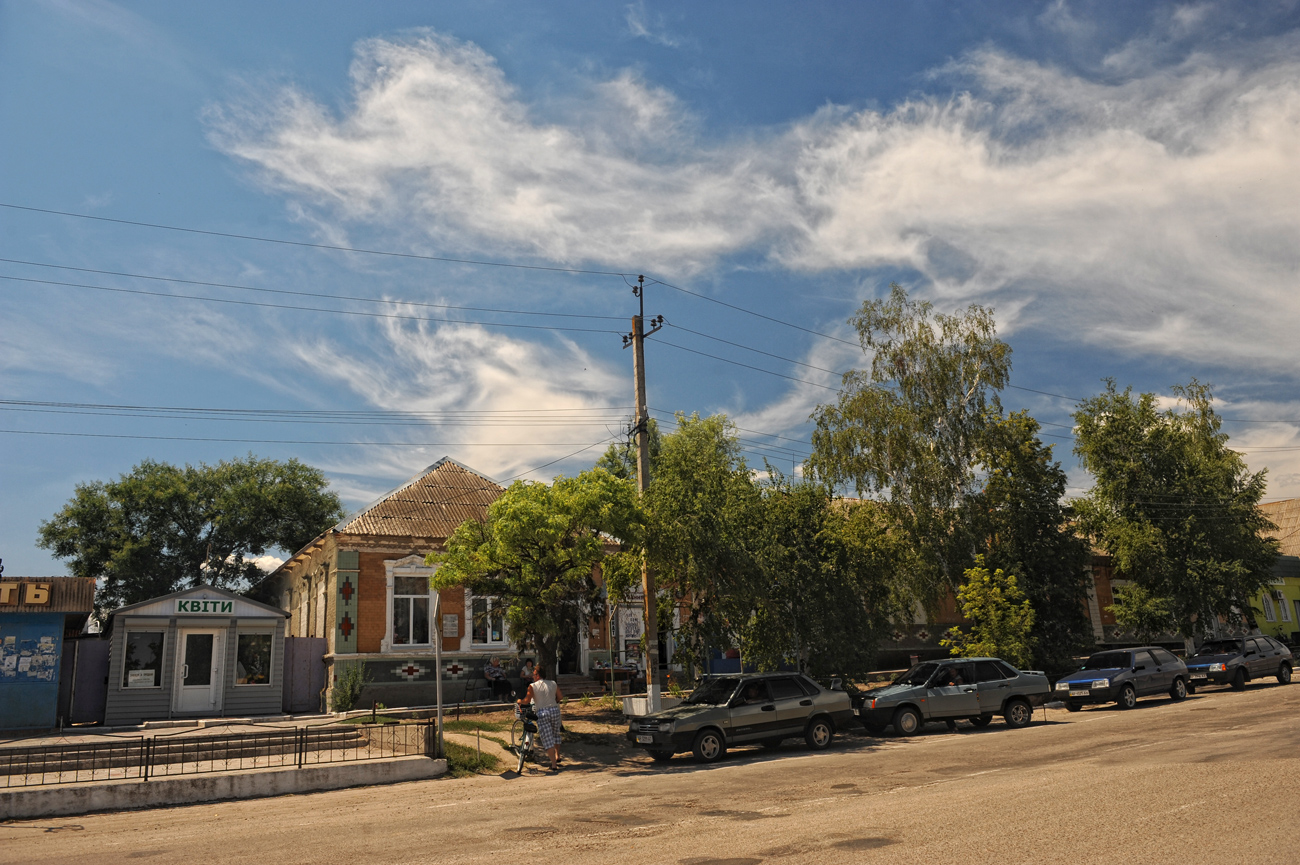
Haus im Ort

## Geographie
Welyka Biloserka liegt im Westen der Oblast Saporischschja 120 km südwestlich vom Oblastzentrum Saporischschja, 30 km südlich von Enerhodar und 38 km südöstlich von Kamjanka-Dniprowska am Ufer des Flusses Biloserka (ukrainisch Білозерка), einem 84,8 km langen, linken Nebenfluss des Dnepr.

## Geschichte
Nachdem die Region 1783 an Russland fiel wurden hier Siedlungen gegründet. In diese Zeit fällt auch die Gründung von Welyka Biloserka durch umgesiedelte Bauern aus den Provinzen Poltawa und Tschernihiw, die 30 Hütten entlang des Flusses Biloserka bauten. Die Siedlung wurde nach diesem Fluss benannt.
Am 19. September 1941 wurde das Dorf von der Wehrmacht besetzt und am 29. Oktober 1943   von der Roten Armee befreit.
Die Bevölkerung bestand 2001 aus 3647 Einwohnern und sank bis 2013 auf 3362 Einwohner.

## Verwaltungsgliederung
Am 12. Oktober 2016 wurde das Dorf zum Zentrum der neugegründeten Landgemeinde Welyka Biloserka (Благовіщенська сільська громада/Blahowischtschenska silska hromada). Zu dieser zählten auch die 4 in der untenstehenden Tabelle aufgelistetenen Dörfer, bis dahin war das Dorf auf Grund seiner Stellung als Rajonszentrum das Einzige in der Ukraine, das in vier Landratsgemeinden unterteilt war. Diese hatten insgesamt 8339 Einwohnern (2001) und sind im Einzelnen:
- Landratsgemeinde Tscherwona (ukrainisch Червона сільська рада)
- Landratsgemeinde Trudowa (ukrainisch Трудова сільська рада)
- Landratsgemeinde Nowopetriwska (ukrainisch Новопетрівська сільська рада)
- Landratsgemeinde Welyka Biloserka (ukrainisch Великобілозерська сільська рада)

im Norden des Rajons Welyka Biloserka.
Am 17. Juli 2020 kam es im Zuge einer großen Rajonsreform zum Anschluss des Rajonsgebietes an den Rajon Wassyliwka.
Folgende Orte sind neben dem Hauptort Welyka Biloserka Teil der Gemeinde:
| Name                     | Name         | Name                            |
| ukrainisch transkribiert | ukrainisch   | russisch                        |
| ------------------------ | ------------ | ------------------------------- |
| Hjuniwka                 | Гюнівка      | Гюновка (Gjunowka)              |
| Katschkariwka            | Качкарівка   | Качкаровка (Katschkarowka)      |
| Nowopetriwka             | Новопетрівка | Новопетровка (Nowopetrowka)     |
| Selena Balka             | Зелена Балка | Зелёная Балка (Seljonaja Balka) |